# Epigeneium
Epigeneium (em português: Epigênio) é um género botânico pertencente à família das orquídeas (Orchidaceae).

## Etimologia
O nome deste gênero (Epi.) deriva da latinização de duas palavras gregas: επί (epi), que significa “sobre”, “em cima de”; e γένειον (géneion), que significa "queixo"; referindo-se à forma de queixo do labelo da flor desta espécie.

## Sinônimos
- Callista Lour. (1790)
- Desmotrichum BL. (1825)
- Sarcopodium Lindl. & Paxton (1850)
- Katherinea A. D. Hawkes (1956)

## Descrição
A maioria das espécies do gênero Epigênio são epífitas, raramente litófitas. São plantas com rizomas e Pseudobulbos alongados ou globulares, com folhas ovais oblongas, com duas a três folhas coriáceas de aproximadamente dez centímetros. Sua haste floral pode atingir quarenta centímetros, contendo até dez flores.
As flores são trilobadas. O ginostêmio é curto e tem a base fundida com as sépalas laterais para dar a forma de queixo característica.

## Habitat e distribuição
As espécies de Epigênio crescem em árvores e rochas musgosas, à sombra sombra, fria para aquecer húmidas do Himalaia, China, Índia, Mianmar, Vietnã, Tailândia, Indonésia e Filipinas.

## Espécies
O gênero possui cerca de 35 a 40 espécies. A espécie tipo é “Epigeneium fargesii”.
- Epigeneium acuminatum
- Epigeneium amplum
- Epigeneium arjunoense
- Epigeneium cacuminis (Gagnep.) Summerh.
- Epigeneium chapaense
- Epigeneium clemensiae
- Epigeneium cymbidioides
- Epigeneium exilifolium
- Epigeneium fargesii
- Epigeneium fuscescens
- Epigeneium gracilipes
- Epigeneium kinabaluense
- Epigeneium longipes
- Epigeneium nakaharaei
- Epigeneium navicularis
- Epigeneium pulchellum
- Epigeneium radicosum
- Epigeneium rotundatum
- Epigeneium simplex
- Epigeneium speculum
- Epigeneium treutleri
- Epigeneium triflorum
- Epigeneium uncipes
- Epigeneium verruciferum
- Epigeneium wichersii
- Epigeneium zebrinum